# Maria Damanaki
Maria Damanaki, gr. Μαρία Δαμανάκη (ur. 18 października 1952 w Ajos Nikolaos na Krecie) – grecka polityk i inżynier, w latach 2010–2014 komisarz Unii Europejskiej ds. gospodarki morskiej i rybołówstwa w Komisji Europejskiej kierowanej przez José Manuela Barroso.

## Życiorys
Uzyskała wykształcenie techniczne, studiowała inżynierię chemiczną na Politechnice Narodowej w Atenach.
W czasach studenckich działała w ruchach opozycyjnych przeciwko juncie czarnych pułkowników. Z powodów politycznym więziona od listopada 1973 do lipca 1974. Pracowała następnie jako inżynier w przedsiębiorstwie przemysłowym, zaś w latach 1975–1976 była zatrudniona w Ministerstwie Finansów.
Związała się z Komunistyczną Partią Grecji. W latach 1991–1993 kierowała ugrupowaniem Sinaspismos (będąc pierwszą kobietą w Grecji stojącą na czele partii politycznej). Po kilku latach dołączyła do Panhelleńskiego Ruchu Socjalistycznego, wchodząc w skład komitetu politycznego tego ugrupowania.
W 1977 po raz pierwszy została wybrana do Parlamentu Hellenów. Uzyskiwała reelekcję w 1981, 1985, obu wyborach w 1989, a także w 1990, zasiadając w nim do 1993. W latach 90. kandydowała na urząd burmistrza Aten, była również radną miejską. Do krajowego parlamentu powróciła w 1996, utrzymując mandat w 2000 i rezygnując z niego w 2003. Pracowała wówczas przez rok w firmie energetycznej. W 2004, 2007 i 2009 ponownie uzyskiwała mandat deputowanej jako kandydatka PASOK-u.
W listopadzie 2009 ogłoszono, że w nowej Komisji Europejskiej obejmie stanowisko komisarza ds. gospodarki morskiej i rybołówstwa. Urzędowanie rozpoczęła w lutym 2010 po zatwierdzeniu składu KE przez Parlament Europejski, a zakończyła 31 października 2014.
Maria Damanaki jest rozwiedziona, ma troje dzieci.